# 마요리아누스
마요리아누스(라틴어: Julius Valerius Maiorianus, 420년 경 ~ 461년 8월 7일)는 457년부터 461년까지 서로마 황제를 역임한 인물이다.
마요리아누스는 선임 황제 아비투스가 살해된 이후 당시 서로마의 실력자 리키메르의 영향으로 황제에 추대가 되었다. 이후 당시 동로마의 마르키아누스 황제가 사망하고 레오 1세가 새로운 황제로 즉한 상태였고,레오 1세는 마요리아누스를 서로마의 정식 황제로 승인한다. 마요리아누스는 당시 로마 제국을 침입하고있던 반달족,고트족의 군대를 격파하고 잃어 버렸던 옛 서로마의 상당수의 영토를 다시 회복하는데에는 성공하였다. 하지만 마요리아누스의 명성과 영향력이 커지는 것을 두려워한 서로마 제국의 실력자 리키메르는 마요리아누스를 모함하여 마요리아누스의 반대파와 모의하여 황제를 살해한다.
18세기의 역사가이자 로마제국 쇠망사의 저자로 유명한 에드워드 기번은 마요리아누스에 대해 "타락한 시대에서 인류의 명예를 증명한 인물이며 위대한 영웅이다"라고 평가했다. 또한 브리테니카 백과사전에서는 "5세기의 로마 황제들 중에 가장 위대한 인물이다"라고 평가를 하였다.